# Басюл, Слава
Сла́ва Ба́сюл (род. 9 марта 1994, Пыть-Ях, Ханты-Мансийский автономный округ — Югра, Тюменская область) — российский певец, автор песен, музыкальный продюсер и видеоблогер. Финалист сериалити «Хочу к Меладзе» .

## Биография
Вячеслав Иванович Басюл родился 9 марта 1994 года в российском городе Пыть-Ях. С детства интересовался искусством и демонстрировал артистические наклонности. Началось всё в детской школе искусств. С 13 лет он участвовал в концертах, затем его стали приглашать на различные фестивали. В конкурсах юноша занимал призовые места. В 2010 году окончил музыкальную школу по классу фортепиано и вокал. В 2011 отправился в столицу и поступил на вокальный факультет Института Современного Искусства, но очень быстро понял, что хочет учиться в другом учебном заведении и спустя год поступает в Академию Музыки им. Гнесиных, в класс преподавателя Раисы Махобубовны Саед-Шах.
Пробовал участия в различных музыкальных конкурсах, в том числе и в телешоу «Голос», но это не увенчалось успехом так как не прошёл конкурсный отбор. В 2014 году стал финалистом сериалити «Хочу к Меладзе», после чего приобрел первую известность. По завершении шоу, Вячеславу предложил контракт украинский продюсер Алан Бадоев, но он его не подписал.
В 2019 году Вячеслав открывает свою музыкальную школу «Voice Lux». Это учебное заведение даёт онлайн-уроки, мастер-классы и занятия с профессионалами из мира шоу-бизнеса[значимость факта?].
На данный момент[какой?] музыкальная карьера Вячеслава продолжается[стиль].

## Личная жизнь
Женат. Супруга — Юлия Басюл (урождённая — Гогитидзе, более известная как Пушман; 2021—н. в.).
6 июля 2023 года у Юлии и Славы родилась дочь Анна Вячеславовна Басюл.

## Общественная деятельность
Вячеслав также входит в Экспертный совет Молодежного парламента при Государственной Думе в сфере предпринимательства, где активно развивают и продвигают идеи для поддержки малого, среднего и крупного бизнеса.

## Дискография

### Студийные альбомы
| Год  | Название                                                                                    |
| ---- | ------------------------------------------------------------------------------------------- |
| 2017 | «Противоядие» - Выпущен: 17 ноября 2017 - Лейбл: Media Land - Форматы: цифровая дистрибуция |

### Синглы
| Год  | Название                       |
| ---- | ------------------------------ |
| 2014 | «Разбуди меня»                 |
| 2015 | «Один день»                    |
| 2015 | «Маршруты»                     |
| 2018 | «Двигай» (feat. Юлия Пушман)   |
| 2018 | «Влечение» (feat. Юлия Пушман) |
| 2018 | «Когда идут дожди» (Remix)     |
| 2018 | «Метро»                        |
| 2018 | «Вода»                         |
| 2019 | «Горячая»                      |
| 2020 | «Стали взрослее»               |
| 2020 | «Ртуть»                        |
| 2022 | «БРАТ»                         |
| 2023 | «Долгая история»               |
| 2024 | «Набери мой номер»             |
| 2024 | «Память из прошлого»           |
| 2025 | «Я все знал»                   |
| 2025 | «Я не представляю»             |

### Работа над песнями Юлии Пушман
- «Пушка» (музыкальный продюсер);
- «Эй, бой» (музыкальный продюсер);
- «Почему» (слова, музыка, музыкальный продюсер);
- «Запрещённая» (музыкальный продюсер);
- «Зависимая» (слова, музыка, музыкальный продюсер).

## Видеография

### Видеоклипы
| Год  | Клип                       | Режиссёр        |
| ---- | -------------------------- | --------------- |
| 2015 | «Разбуди меня»             | Алан Бадоев     |
| 2016 | «Ты меня ранишь поцелуями» | Маша Жемчужина  |
| 2017 | «На берегу»                | Юрий Волев      |
| 2017 | «Как твои дела, Бэйба?»    | Георгий Лизунов |
| 2019 | «Метро»                    | Пётр Яхский     |
| 2019 | «Твой друг N»              | Юрий Волев      |
| 2025 | «Я всё знал»               | Влад Трофимов   |

## Награды и номинации
| Год  | Награда                  | Категория                               | Результат |
| ---- | ------------------------ | --------------------------------------- | --------- |
| 2015 | Премия MUSICBOX 2015     | Раскрутка года                          | Номинация |
| 2015 | OOPS! Choice Awards      | Прорыв года                             | Победа    |
| 2016 | Unique Pleasure          | Открытие года                           | Победа    |
| 2021 | «LIKE Influencer Awards» | Лучшая блогерская пара (с Юлией Пушман) | Победа    |